# Palacio Quemado

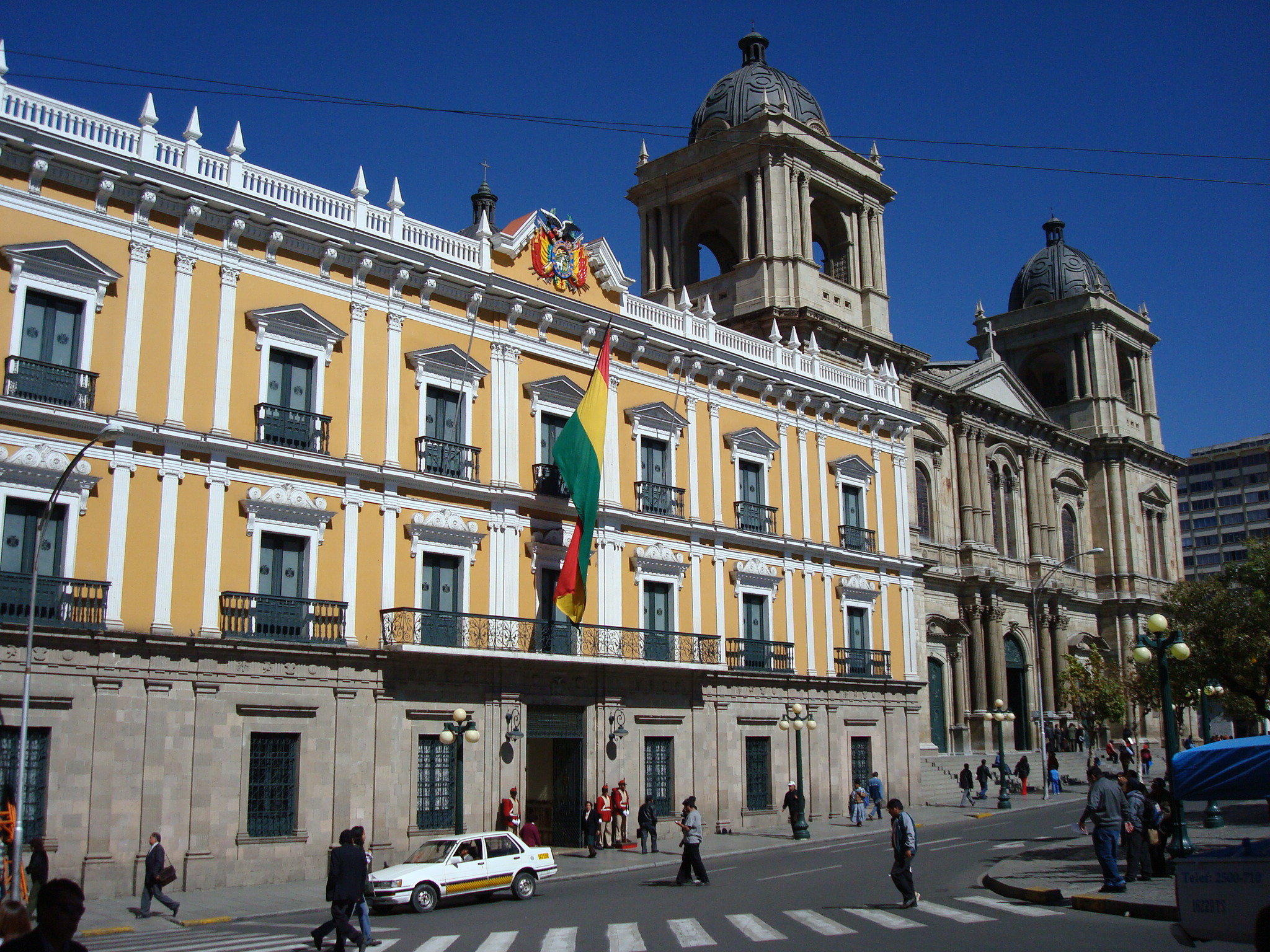
Palácio Quemado ao lado da Catedral Metropolitana de La Paz.

O Palacio Quemado (Palácio Queimado) é o nome popular da sede do governo da Bolívia, localizado na Praça Murillo, em La Paz. O palácio abriga os escritórios presidenciais e o gabinete do presidente. Seu nome recorda uma revolta ocorrida no século XIX, quando o edifício sofreu um incêndio.

## História
Na época colonial, o lugar do atual Palácio era ocupado pelo Cabildo da cidade, o equivalente à Casa da Câmara do Brasil colonial. O edifício do cabildo foi construído entre 1551 e 1562 e permaneceu ali até 1845, quando foi demolido para a construção de uma sede de governo durante o governo do marechal José Ballivián Segurola. O projeto foi da autoria do arquiteto José Núñez del Prado.
Em 1853, durante o governo de Manuel Isidoro Belzu, foi inaugurado o novo Palácio de Governo. O edifício foi testemunha de eventos dramáticos: em 1865 o presidente Belzu foi assassinado e, em 1872, correu a mesma sorte o presidente Agustín Morales Hernández. O espaço interior onde ocorreram ambos assassinatos é chamado Salão Vermelho (Salón Rojo) por esse motivo.
Em 1875 ocorreu uma revolta contra o presidente Tomás Frías Ametller. No conflito o Palácio foi atacado e tochas foram jogadas sobre o teto, causando um incêndio que destruiu o interior do edifício. A revolta, na qual morreram 130 sitiadores, foi controlada por forças leais ao governo. Desde este incidente o Palácio ganhou a alcunha de "Queimado".
As obras de restauro do edifício terminaram em 1880, durante a presidência de Narciso Campero.